# Raja Halwani
Raja Fouad Halwani (* 1967) je americký filosof libanonského původu, působící jako profesor filosofie na Institutu umění v Chicagu. Zabývá se hlavně filosofií sexu. Hlásí se ke gay orientaci.

## Dílo

### Odborné publikace
- Virtuous Liaisons: Care, Love, Sex and Virtue Ethics, Open Court 2003
- The Israeli-Palestinian Conflict: Philosophical Essays on Self-Determination, Terrorism and the One-State Solution, with Tomis Kapitan, Springer 2007
- Sex and Ethics: Essays on Sexuality, Virtue and the Good Life (ed.), Palgrave Macmillan 2007
- Philosophy of Love, Sex, and Marriage: An Introduction, Routledge 2010, 2nd edition 2018
- Queer Philosophy: Presentations of the Society for Lesbian and Gay Philosophy, 1998–2008, co-editor with Carol V. A. Quinn and Andy Wible, Rodopi 2012
- The Philosophy of Sex: Contemporary Readings, co-editor with Alan Soble, Sarah Hoffman and Jacob M. Held, Rowman & Littlefield Publishers 2012
- Sex and Sexuality. – Stanford Encyclopedia of Philosophy, 2018